# Jolanta Jerozolimska
Jolanta Jerozolimska, właściwie Izabela II (ur. 1212 w Akce, zm. 2 maja 1228 w Andrii) – królowa Jerozolimy w latach 1212-1228. Córka Marii Jerozolimskiej i Jana z Brienne. Królowa Sycylii i królowa Niemiec, cesarzowa.
Wszystkie kroniki, które powstały na Bliskim Wschodzie, nazywają ją Izabelą. Z kolei w kronikach zachodnich przeważnie występuje jako Jolanta.
Krótko po narodzinach Jolanty zmarła jej matka. Jako jedyne dziecko Marii z Montferratu Jolanta stała się kolejną władczynią Królestwa Jerozolimskiego. Rządy regencyjne w jej imieniu sprawował ojciec – Jan z Brienne. W marcu 1223 r. została zaręczona z cesarzem Fryderykiem II (1194-1250), wdowcem po Konstancji Aragońskiej, synem cesarza Henryka VI i Konstancji, córki króla Sycylii Rogera II. Ślub per procura odbył się w sierpniu 1225 r. w Akce, w katedrze Świętego Krzyża. Cesarza zastępował biskup Jakub z Patti. Pomysłodawcą tego związku był papież Honoriusz III, który miał nadzieję zmotywować tym Fryderyka do udania się na wyprawę krzyżową.
Po ceremonii Jolanta udała się do Tyru, skąd odpłynęła do Brindisi, gdzie 9 listopada 1225 r. odbył się jej ślub z Fryderykiem. Odpływając, królowa miała powiedzieć: Żegnaj kochana Syrio, już cię więcej nie zobaczę. Dzięki małżeństwu z Jolantą Fryderyk zdobył prawa do korony jerozolimskiej. Małżonkowie mieli razem syna i córkę:
- córka, przez niektóre źródła zwana Małgorzatą (listopad 1226 - sierpień 1227)
- Konrad IV (1228-1254), król Niemiec i Jerozolimy.

Wkrótce po ślubie Fryderyk uwiódł kuzynkę swojej żony, a samą cesarzową umieścił w swoim haremie w Palermo. Jolanta zmarła wskutek powikłań po porodzie syna Konrada w 1228 r. Po śmierci matki Konrad został królem Jerozolimy, a Fryderyk regentem w jego imieniu. Cesarz poślubił później córkę króla Anglii, Jana Bez Ziemi – Izabelę Plantagenet.

## Genealogia
| Wilhelm V z Montferratu ur. ok. 1115 zm. 1191 | Wilhelm V z Montferratu ur. ok. 1115 zm. 1191 |                                              |                                              | Judyta austriacka zm. po 1178 | Judyta austriacka zm. po 1178 |  |  | Amalryk I ur. 1136 zm. 11 VII 1174 | Amalryk I ur. 1136 zm. 11 VII 1174 |                             |                             | Maria Komnena ur. ok. 1154 zm. przed II 1217 | Maria Komnena ur. ok. 1154 zm. przed II 1217 |
|                                               |                                               |                                              |                                              |                               |                               |  |  |                                    |                                    |                             |                             |                                              |                                              |
|                                               |                                               |                                              |                                              |                               |                               |  |  |                                    |                                    |                             |                             |                                              |                                              |
|                                               |                                               | Konrad z Montferratu ur. 1146 zm. 28 IV 1192 | Konrad z Montferratu ur. 1146 zm. 28 IV 1192 |                               |                               |  |  |                                    |                                    | Izabela I ur. 1172 zm. 1205 | Izabela I ur. 1172 zm. 1205 |                                              |                                              |
|                                               |                                               |                                              |                                              |                               |                               |  |  |                                    |                                    |                             |                             |                                              |                                              |
|                                               |                                               |                                              |                                              |                               |                               |  |  |                                    |                                    |                             |                             |                                              |                                              |
|                                               |                                               |                                              |                                              |                               |                               |  |  |                                    |                                    |                             |                             |                                              |                                              |

|                                            |  | Jan z Brienne zm. 23 III 1237 OO 14 IX 1210 | Jan z Brienne zm. 23 III 1237 OO 14 IX 1210 | Maria z Montferratu ur. 1192 lub 1193 zm. 1212 | Maria z Montferratu ur. 1192 lub 1193 zm. 1212 |  |  |  |  |
|                                            |  |                                             |                                             |                                                |                                                |  |  |  |  |
|                                            |  |                                             |                                             |                                                |                                                |  |  |  |  |
|                                            |  |                                             |                                             |                                                |                                                |  |  |  |  |
| Izabela II (Jolanta) ur. 1212 zm. 2 V 1228 |  |                                             |                                             |                                                |                                                |  |  |  |  |